# Turkistanische Legion
La Legione Turchestana o Turkestana (in tedesco: Turkistanische Legion) fu un'unità militare composta di popoli turchi che combatterono nella Wehrmacht durante la seconda guerra mondiale.
La maggior parte di queste truppe furono disertori o ex-prigionieri dell'Armata Rossa che scelsero di lottare con la Germania nella speranza di costituire uno Stato indipendente nell'Asia centrale (Grande Turchestan) dopo la guerra. Ad essi si aggiunsero i volontari giunti dal Turchestan cinese.

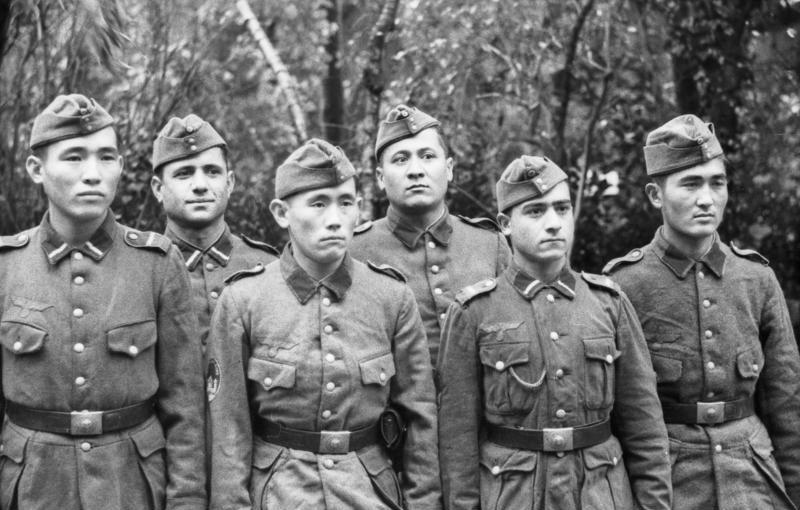
Volontari turkmeni in Francia

Area di provenienza dei volontari

Nata nel 1941 per volere di Hitler, la prima formazione della Legione Turchestana fu mobilitata nel maggio del 1942, originariamente costituita da un solo battaglione, poi ampliata a 16 battaglioni e 16.000 soldati dal 1943.
Su indicazione del comando della Wehrmacht, queste unità furono impiegate sul fronte occidentale in Francia e nord Italia. Al termine della guerra, gran parte della Legione Turchestana catturata dalle forze britanniche fu riconsegnata all'U.R.S.S., dove furono detenuti nei gulag o nei campi di concentramento.
Uno dei componenti che riuscì a salvarsi fu l'usbeco Baymirza Hayit che, sfuggito ai britannici, dopo la guerra si stabilì in Germania, e divenne un importante storico dell'Asia centrale e della Legione Turchestana. Anche il leader nazionalista Mustafa Šokaj (in kazako: Мұстафа Шоқай) fece parte della Legione.